# Teoria cinetica dei gas

La temperatura di un gas ideale monoatomico è direttamente proporzionale all'energia cinetica media dei suoi atomi. In questo caso è riprodotto in scala il comportamento di atomi di Elio ad una pressione e una temperatura di

In fisica, la teoria cinetica dei gas descrive un gas come un gran numero di piccole particelle (atomi o molecole) che sono in costante movimento casuale. Le particelle muovendosi urtano tra di loro e con le pareti del contenitore. La teoria cinetica dei gas spiega le principali  proprietà dei gas quali pressione, temperatura e volume. Il fatto rilevante della teoria è la spiegazione che la pressione non è dovuta alla repulsione statica delle molecole come ipotizzato da Isaac Newton, ma all'urto contro le pareti delle particelle.
Mentre le particelle che compongono i gas sono troppo piccole per essere visibili, il movimento casuale dei grani di polline o di polvere, che può essere osservato con un microscopio ottico (moto browniano), deriva direttamente dalle collisioni con le particelle elementari che compongono il gas. Nel 1905 Albert Einstein correlò il moto browniano all'esistenza di atomi e molecole che a quell'epoca erano ancora una ipotesi.

## Modello
La teoria cinetica si basa sull'assunzione di alcune ipotesi:
1. Le molecole di cui sono composti i gas sono considerate come punti materiali in moto casuale e a distribuzione uniforme nello spazio seguendo l'ipotesi del caos molecolare. Esse collidono tra loro e con le pareti del recipiente con urti perfettamente elastici.
2. Il numero delle molecole è grande cosicché si possano usare metodi statistici.
3. Il volume totale delle molecole dei gas è trascurabile rispetto al volume del contenitore.
4. L'interazione tra le molecole è trascurabile, eccetto durante l'urto tra di loro che avviene in maniera impulsiva.
5. Le molecole sono perfettamente sferiche
6. Gli effetti relativistici e quantistici sono trascurabili.

Le ipotesi precedenti descrivono accuratamente il comportamento dei gas ideali. I gas reali si avvicinano all'ideale sotto condizioni di bassa densità o alta temperatura (lontani dalla condensazione).

## Pressione

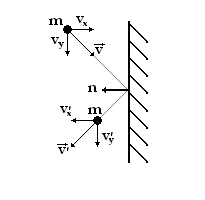
Urto elastico di una particella contro la parete del recipiente

La pressione è spiegata dalla teoria cinetica come conseguenza delle forze esercitate dalle collisioni delle molecole del gas con le pareti del recipiente. Consideriamo dunque una molecola di massa m che urta contro la parete del recipiente come in figura. Sappiamo che essa trasmette alla parete un impulso che è uguale alla differenza della quantità di moto della particella prima e dopo l'urto. Inoltre per l'ipotesi 1 l'urto è elastico e si conserva sia la quantità di moto totale del sistema che l'energia:
{\displaystyle {\vec {I}}=\Delta {\vec {q}}={\vec {q}}_{f}-{\vec {q}}_{i}}
{\displaystyle {\frac {1}{2}}m{\vec {v}}^{2}={\frac {1}{2}}m{\vec {v}}'^{2}}
Dall'esempio in figura l'unica componente che varia è la direzione della velocità, quindi la quantità di moto lungo y e l'energia (cinetica) restano uguali. La componente lungo x resta uguale in modulo. Allora avremo:
{\displaystyle mv_{y}=mv_{y}^{'};\;\;\;mv_{x}=-mv_{x}^{'}}
quindi:
{\displaystyle \Delta {\vec {q}}_{x}=-mv_{x}-mv_{x}=-2mv_{x}}
Possiamo ora stimare la forza media che la molecola esercita sulla parete. La particella considerata collide con la parete una volta ogni 2L/vx unità di tempo, dove L è la lunghezza del contenitore (tragitto della particella). La forza risultante esercitata dalla parete sulla particella è:
{\displaystyle {\overline {f^{m}}}={\frac {\Delta q}{\Delta t}}={\frac {-2mv_{x}}{\Delta t}}}
{\displaystyle {\Delta t}={\frac {2L}{v_{x}}}}
quindi:
{\displaystyle {\overline {f_{x}^{m}}}=-{\frac {mv_{x}^{2}}{L}}}
Per il terzo principio della dinamica questa forza ha segno opposto a quella che la molecola imprime sulla parete. La forza totale esercitata dal gas sulla parete è quindi la somma di tutte le forze esercitate dalle molecole:
{\displaystyle F_{x}={\frac {m}{L}}\sum _{i=1}^{N}v_{ix}^{2}}
Definiamo il valore quadratico medio  della velocità lungo x, come media dei quadrati delle velocità lungo la direzione x per tutte le molecole (N): 
{\displaystyle {\overline {v_{x}^{2}}}={\frac {1}{N}}\sum _{i=1}^{N}v_{ix}^{2}}
si ottiene:
{\displaystyle F_{x}={\frac {mN}{L}}{\overline {v_{x}^{2}}}}
La pressione lungo la direzione x è allora:
{\displaystyle p={\frac {F_{x}}{S}}={\frac {F_{x}}{L^{2}}}={\frac {m}{L^{3}}}N\cdot {\overline {v_{x}^{2}}}}
N è il numero di particelle che è uguale anche a: {\displaystyle N=n\cdot N_{A}}, dove {\displaystyle N_{A}=6.022\cdot 10^{23}\ mol^{-1}}  è la costante di Avogadro e n è il numero di moli del gas, inoltre {\displaystyle L^{3}=V}. Quindi possiamo riscrivere la pressione lungo x come:
{\displaystyle p={\frac {m}{V}}n\cdot N_{A}\cdot {\overline {v_{x}^{2}}}}
Poiché per definizione {\displaystyle m\cdot N_{A}=M} dove M è la massa molare, allora abbiamo un altro modo di scrivere la pressione:
{\displaystyle p={\frac {n\cdot M\cdot {\overline {v_{x}^{2}}}}{V}}}
Per ipotesi il gas ha distribuzione uniforme quindi le velocità:
{\displaystyle {\overline {v_{x}^{2}}}={\overline {v_{y}^{2}}}={\overline {v_{z}^{2}}}={\frac {1}{3}}{\overline {v^{2}}}}
Definiamo la velocità quadratica media come:
{\displaystyle v_{rms}^{2}={\overline {v^{2}}}}
Di conseguenza, per la pressione otteniamo:
{\displaystyle p={\frac {M\cdot n\cdot v_{rms}^{2}}{3V}}}
Questa equazione per la pressione (così come quella precedente) mette in relazione la velocità delle molecole con la pressione che esse esercitano sul recipiente. Vedremo nella sezione successiva come la velocità stessa sia influenzata dalla temperatura. Utilizzando l'equazione di stato dei gas perfetti: {\displaystyle pV=nRT}, dove R è la costante del gas perfetto, pari a 8,3143 J/(mol × K), possiamo estrapolare una stima della velocità quadratica media:
{\displaystyle v_{rms}^{2}={\frac {3RT}{M}}}
Da quest'ultima si deduce che la velocità delle molecole è direttamente proporzionale alla radice quadrata della temperatura e dipende ovviamente dalla massa molare delle molecole.

## Energia cinetica
L'energia cinetica media di una molecola del gas è:
{\displaystyle {\overline {K}}={\frac {1}{N}}\sum _{i=1}^{N}{\frac {1}{2}}mv_{i}^{2}}
Dal momento che tutte le particelle hanno la stessa massa, possiamo riferire la sommatoria esclusivamente alla velocità {\displaystyle {\overline {v_{i}^{2}}}} ed utilizzare la definizione della velocità quadratica media. Ne segue che:
{\displaystyle {\overline {K}}={\frac {1}{2}}m\cdot {\frac {1}{N}}\sum _{i=1}^{N}{\overline {v_{i}^{2}}}={\frac {1}{2}}m\cdot {\overline {v^{2}}}={\frac {1}{2}}m\cdot v_{rms}^{2}}
utilizzando la relazione trovata precedentemente per la velocità quadratica media, possiamo scrivere:
{\displaystyle {\overline {K}}={\frac {1}{2}}m\cdot {\frac {3RT}{M}}}
ricordando che {\displaystyle m/M=1/N_{A}} e che {\displaystyle R/N_{A}=k_{B}} dove {\displaystyle k_{B}=1,38\cdot 10^{-23}\,J/K} è la costante di Boltzmann abbiamo:
{\displaystyle {\overline {K}}={\frac {3RT}{2N_{A}}}={\frac {3}{2}}k_{B}T}
ovvero la temperatura è una misura dell'energia cinetica media delle molecole. Questa formula, come quella precedente per la pressione, mette in relazione una grandezza microscopica come l'energia cinetica delle particelle di gas e una grandezza macroscopica come la loro temperatura.

## Energia interna
Possiamo determinare l'energia interna del gas che rappresenta l'energia di tutte le molecole, che appare nel primo principio della termodinamica. Essa è quindi data dall'equazione:
{\displaystyle U=N\cdot {\overline {K}}=n\cdot N_{A}{\frac {3}{2}}k_{B}\cdot T}
Poiché {\displaystyle N_{A}\cdot k_{B}=R} allora:
{\displaystyle U={\frac {3}{2}}n\cdot R\cdot T}
valido per un gas monoatomico, poiché in generale non si è tenuto conto dei contributi dell'energia dovuti agli effetti vibrazionali e rotazionali. Ancora una volta vediamo come l'energia interna sia dipendente solamente dalla temperatura che a sua volta dipende dal tipo di molecola e dalla sua velocità.

## Storia

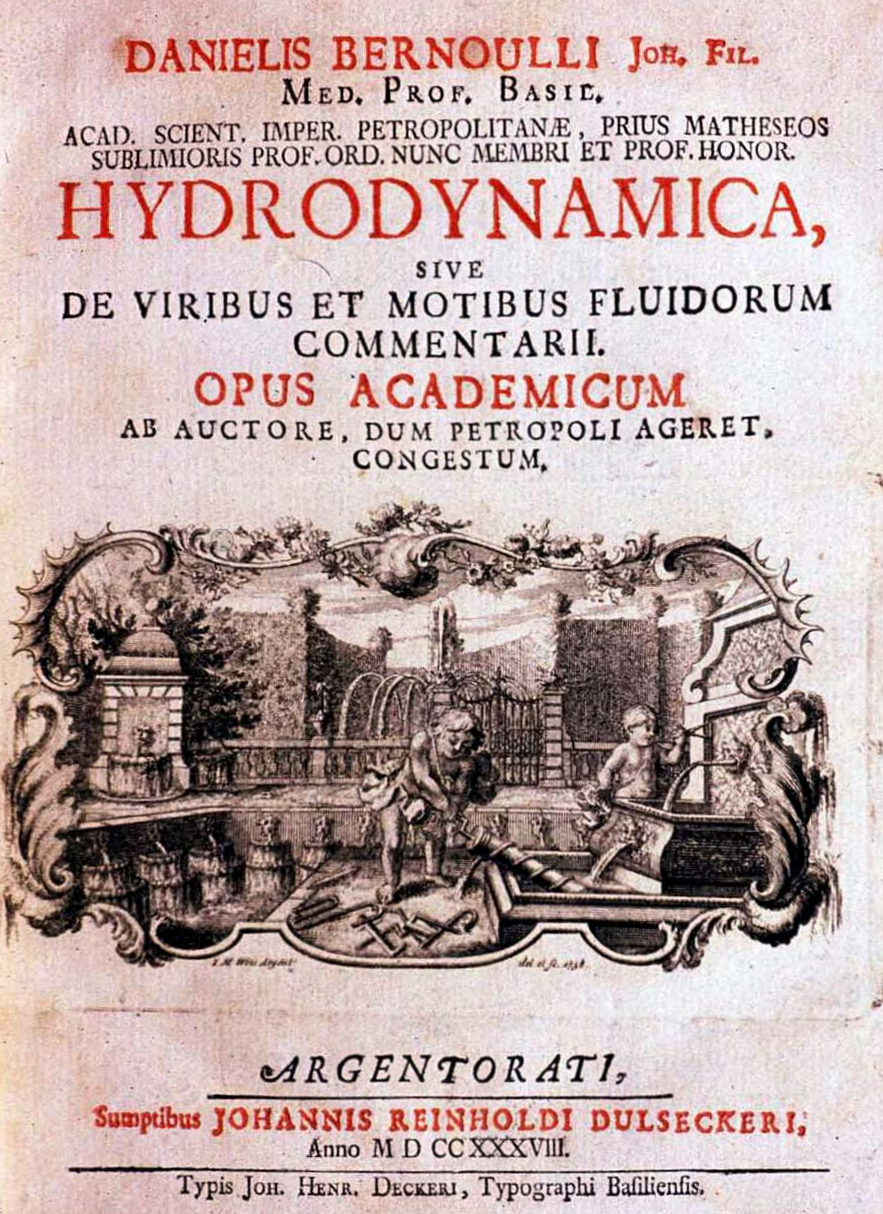
Frontespizio del trattato di Bernoulli

Nel 1738 D. Bernoulli pubblicò Hydrodynamica, che pose le basi della teoria cinetica dei gas. In questo lavoro Bernoulli fece l'ipotesi, ancora utilizzata, che i gas consistono di un gran numero di molecole che si muovono in tutte le direzioni, che il loro impatto sulle superfici causa la pressione macroscopica e che quello che chiamiamo temperatura è semplicemente dovuto all'energia cinetica delle molecole in movimento. La teoria non fu immediatamente accettata, anche a causa del fatto che ancora non erano state poste le fondamenta per la conservazione dell'energia e non era ovvio ai fisici che la collisione tra le molecole fosse perfettamente elastica.
Altri lavori pionieristici, trascurati dai contemporanei furono nel 1720 Michail Lomonosov,, poi 
Georges-Louis Le Sage. Nella prima metà dell'Ottocento John Herapath fornisce un importante contributo. Nel 1856 August Krönig formulò un modello semplice della cinetica dei gas, considerando solo la componente traslazionale del moto.             
Nel 1857 Rudolf Clausius indipendentemente da  Krönig, come lui stesso dichiara, sviluppò una versione più sofisticata della teoria che includeva movimenti rotazionali e vibrazionali delle molecole. In questo stesso lavoro compare per la prima volta il concetto di cammino libero medio di una particella.
Nel 1859, dopo avere letto l'articolo di Clausius James Clerk Maxwell formulò quella che va sotto il nome di Distribuzione di Maxwell delle velocità. Tale formulazione permette di calcolare la percentuale di molecole che ha la velocità in un intervallo specifico. Questa è la prìma volta che delle leggi statistiche appaiono
in fisica, inoltre Maxwell collega la pressione agli urti delle molecole.
Nel 1871 Ludwig Boltzmann  rese più generale la formulazione di Maxwell e formulò quella che va sotto nome di Distribuzione di Maxwell-Boltzmann e per primo stabilì la connessione tra l'entropia e il logaritmo delle possibili configurazioni nello spazio delle fasi.
All'inizio del ventesimo secolo, molti fisici consideravano gli atomi come delle particelle ipotetiche, si deve ad Albert Einstein ed  a Marian Smoluchowski un contributo significativo alla comprensione del moto browniano basato sulla teoria cinetica dei gas.